# Shopping Ibirapuera
O Shopping Ibirapuera é um centro comercial brasileiro localizado no distrito de Moema, na cidade de São Paulo. Inaugurado em 6 de agosto de 1976, leva esse nome devido ao endereço onde está situado, a Avenida Ibirapuera. Na época de sua inauguração, o shopping contava com 278 lojas e atualmente conta com 435, segundo a ABRASCE (Associação Brasileira de Shopping Centers). Ainda de acordo com a associação, o shopping conta com 4 andares, 3110 vagas de estacionamento, 6 salas de cinema, área construída de 163 165 m² e área bruta locável de 49 529 m². De acordo com dados da administração, o fluxo mensal no shopping é de cerca de 2 milhões de pessoas.
Foi o segundo shopping a ser inaugurado em São Paulo. Antes disso, a cidade contava apenas com o Shopping Iguatemi.  A obra durou um ano e nove meses e 3.000 operários trabalharam na sua construção. Na época, o investimento custou cerca de 20 milhões de cruzeiros. No terreno onde foi construído, funcionava antes uma tecelagem chamada Indiana. A cerimônia de inauguração contou com cerca de 15 000 pessoas.
No Shopping Ibirapuera, foi inaugurada a primeira loja C&A da América Latina, poucos dias após a abertura do mesmo.
Em 1978, no segundo aniversário de inauguração do centro de compras, a confeitaria Brunella preparou um bolo de 4 toneladas, consumido por 100.000 pessoas. O bolo durou apenas dois minutos. Tal tipo de celebração nunca mais tornou a ocorrer no Shopping Ibirapuera.
O empreendimento é caracterizado por ser administrado pelos próprios lojistas, o que contribui para a presença de marcas pouco conhecidas que não costumam ser vistas em outros shoppings. O centro comercial também foi pioneiro em grandes eventos organizados por shoppings, como sorteios de automóveis.
Entre 1995 e 1997, o Shopping Ibirapuera foi considerado o maior do Brasil de acordo com o Guinness Book.
No jardim em frente ao local, na Avenida Ibirapuera, há uma árvore pau-brasil plantada em 1985 pelo paisagista Burle Marx.
O shopping fica localizado próximo a alguns pontos importantes de São Paulo, como o Parque Ibirapuera e o Aeroporto de Congonhas. Nos estacionamentos, é possível observar os aviões passando baixo acima dos coqueiros e da bandeira brasileira.
O centro comercial conta com um estilo arquitetônico bastante eclético, misturando diversos materiais como vidro translúcido, cimento, cerâmica, blocos e ferro, muito utilizados nos anos 70.
Nos corredores e na área externa, é possível visualizar esculturas de artistas consagrados como: Roberto Vivas, Caciporé, Francisco Stockinger, Carlos Tenius e Doely Moreno. Elas foram instaladas em 1976, ano de inauguração do shopping.
O shopping passou a ter o acesso facilitado com a inauguração da Estação Eucaliptos da Linha 5-Lilás do Metrô, em 2018.
Em 2019, o shopping passou a contar com um complexo de cinemas, com a inauguração das salas da rede PlayArte. O complexo possui seis salas, que totalizam 798 lugares, e ocupa três andares, com duas salas cada um. O Shopping Ibirapuera não contava com um espaço do tipo desde 2004, quando as três salas que possuía, inauguradas no mesmo ano do empreendimento, haviam sido fechadas, fazendo com que os moradores da região tivessem que se deslocar a outras partes da capital paulista para procurar esse tipo de entretenimento.